# 御凱

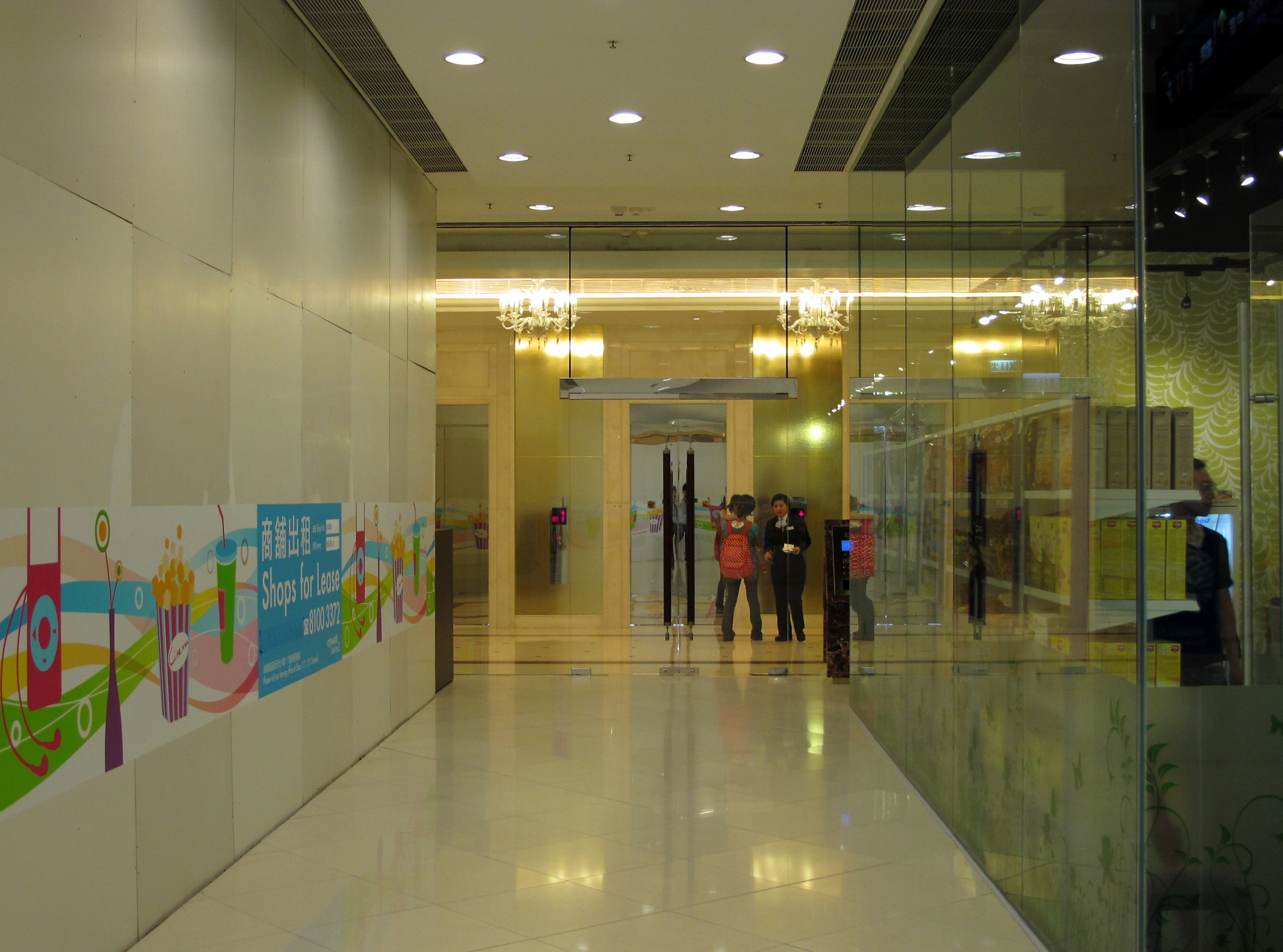
御凱荃新天地二期入口大堂

御凱（英語：The Dynasty）是香港大型住宅重建發展項目「荃灣七街重建計劃」的連繫項目，位於新界荃灣楊屋道，由信和置業及市區重建局合作發展，基座是荃新天地第2期。
屋苑於2009年建築完成及入伙，共有兩座樓高46層的住宅物業及3層基座購物商場，合共提供256個住宅單位。

## 發展背景
興建目的為補償已於2007年落成的荃灣七街重建項目出現的40億元虧損；所在地原為荃灣運動場。

## 特色
用料及設計參考西九龍一號銀海，每戶設有露台。其中10個特色單位，包括2個連泳池頂層複式單位、2個空中花園單位及6個平台花園單位。
住宅設有86,000方呎會所，命名為「The Dynasty Club」，以英倫風格為主題，並分為六大主題區，內設典雅的壁畫、大型水晶吊燈及擺設。設施包括位於泳池中央，逾2,000呎，以玻璃獨立屋設計的宴會廳、桌球室、健身室、兒童遊樂室、室內外游泳池、按摩浴池、桑拿室和蒸氣室。住客可邊享用設施，邊近望藍巴勒海峽景致。

## 商場
基層為20萬方呎購物商場，名為荃新天地二期Citywalk(II)，唯設計特色欠奉，唯一的特色是往如心廣場的出口設「直立花園」裝飾品，其他範圍的用料比荃新天地一期更差。與樓上的御凱採用大型水晶燈大堂，宮殿式裝修相比，形成強烈對比。商場另設天橋連接一期及如心廣場。
此期在未有「御凱」這個名前，曾一直被認定為萬景峯二期，直至2008年9月中，信和置業才公布項目命名為「御凱」。

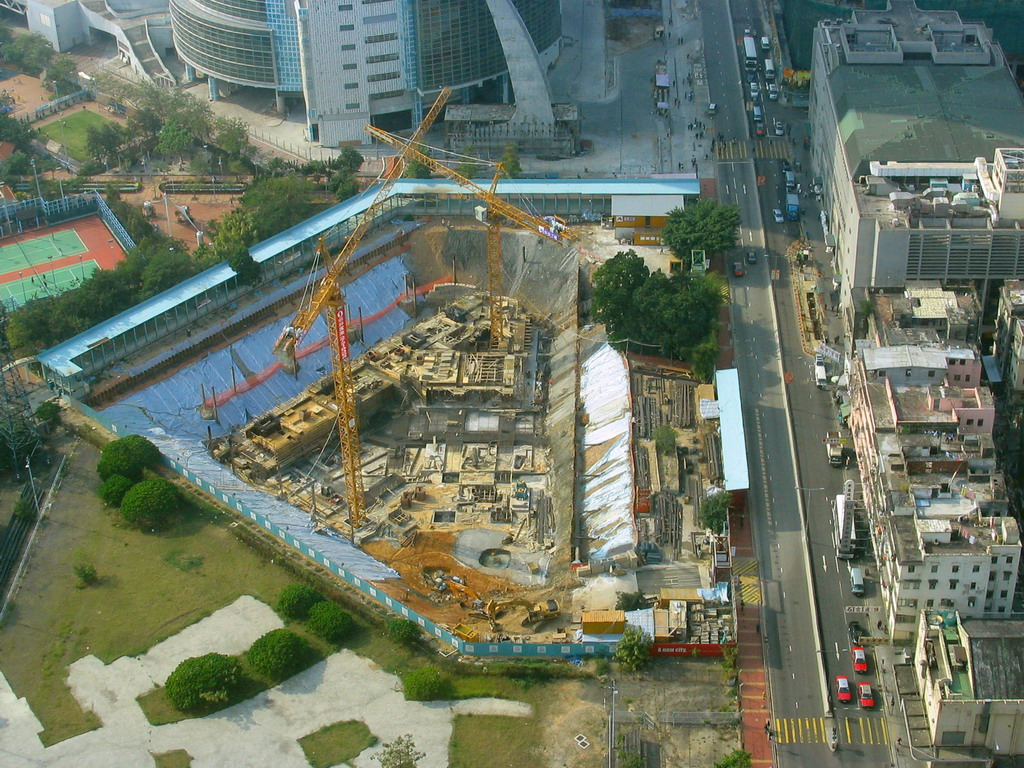
御凱地基結構（2006年2月）
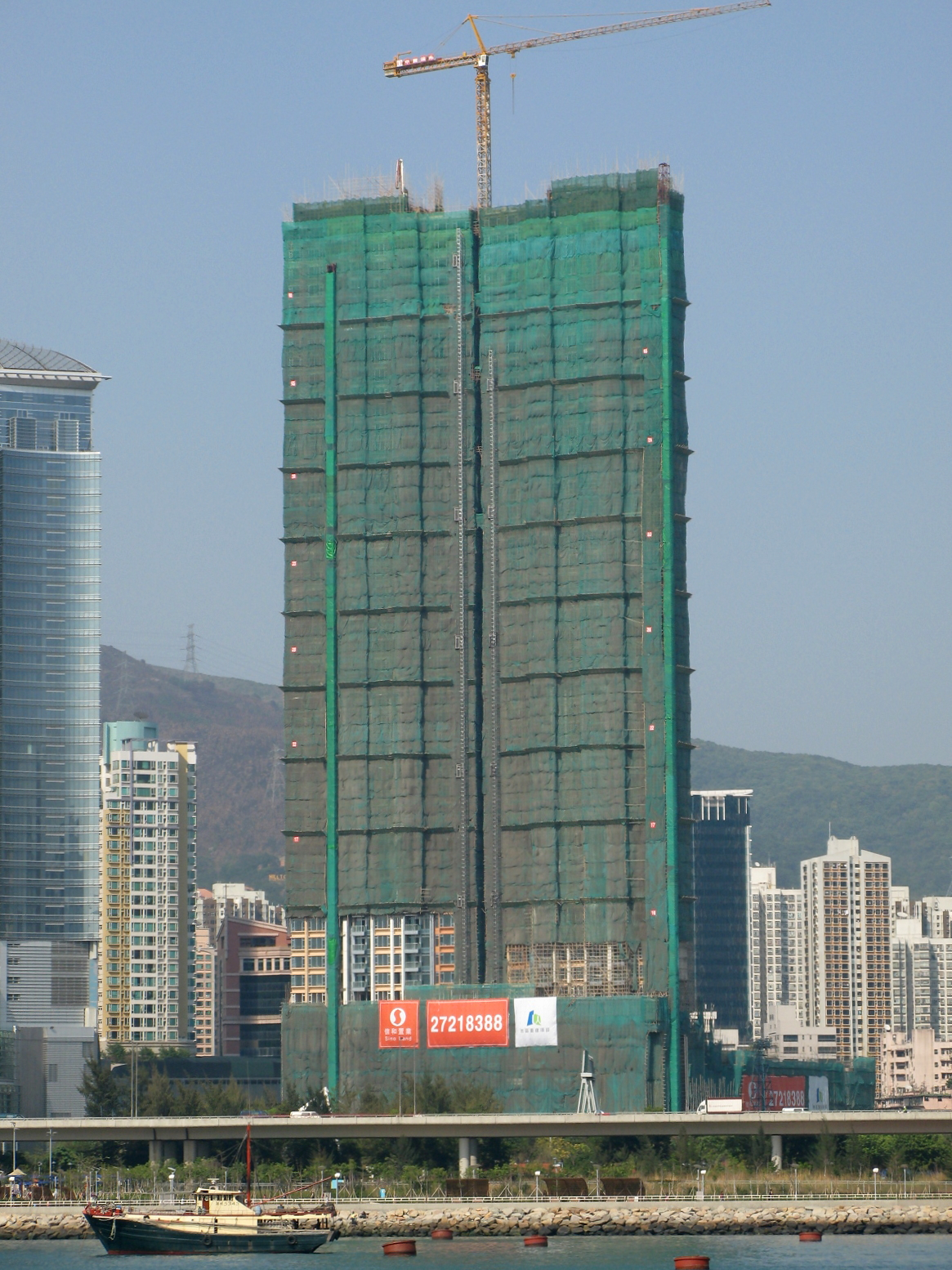
興建中的御凱（2008年3月）
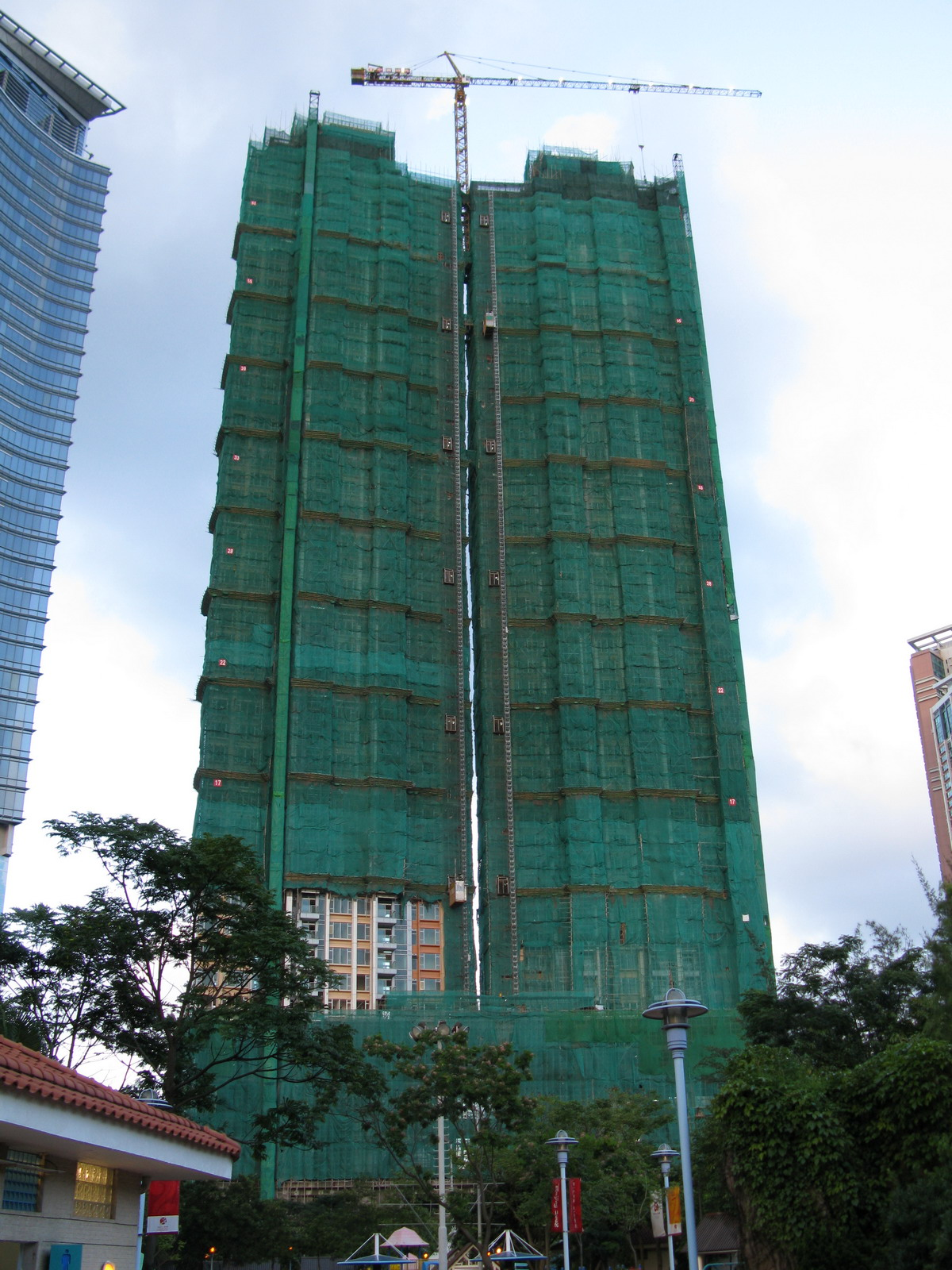
興建中的御凱（2008年7月）
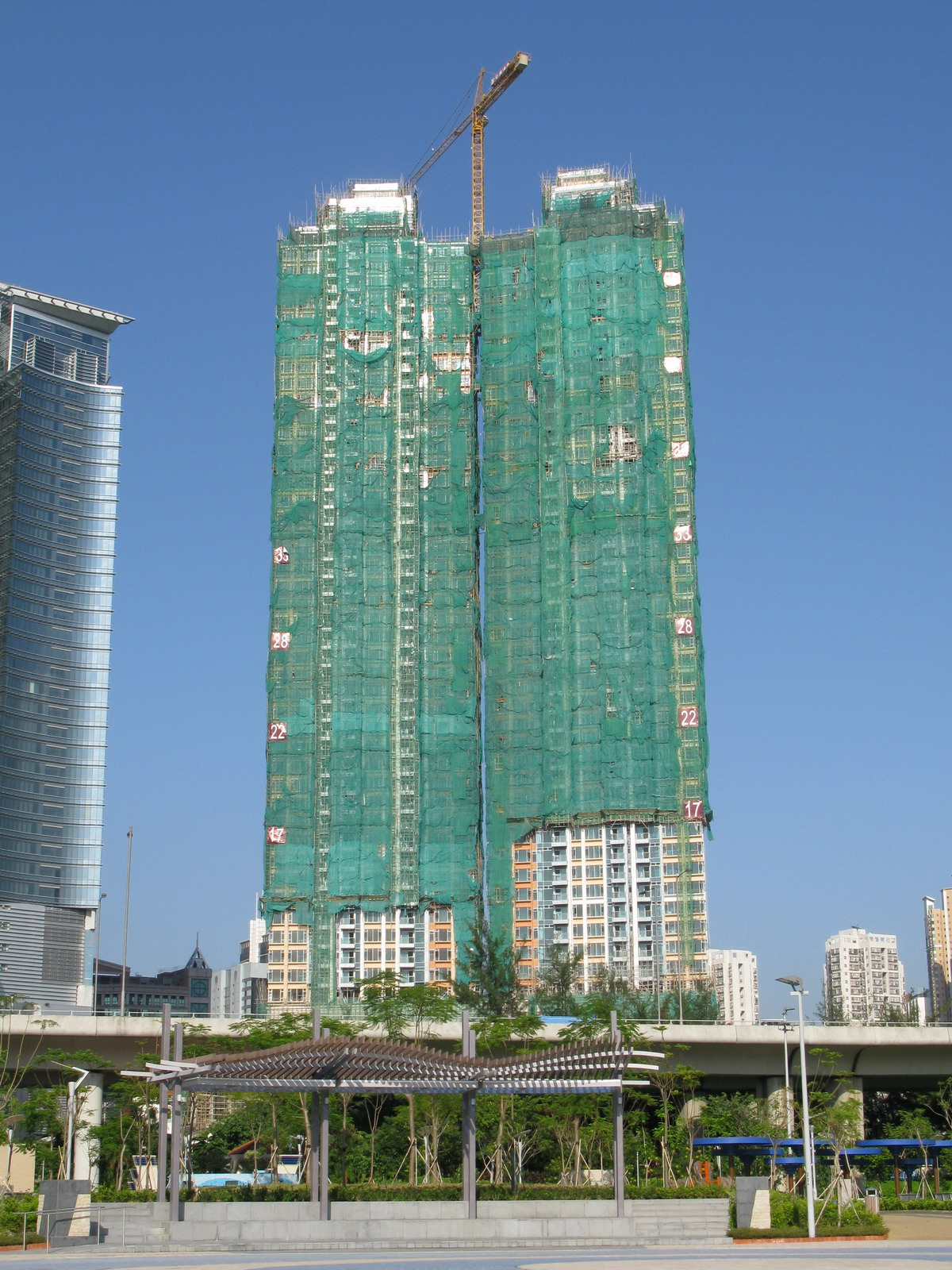
興建中的御凱（2008年10月）
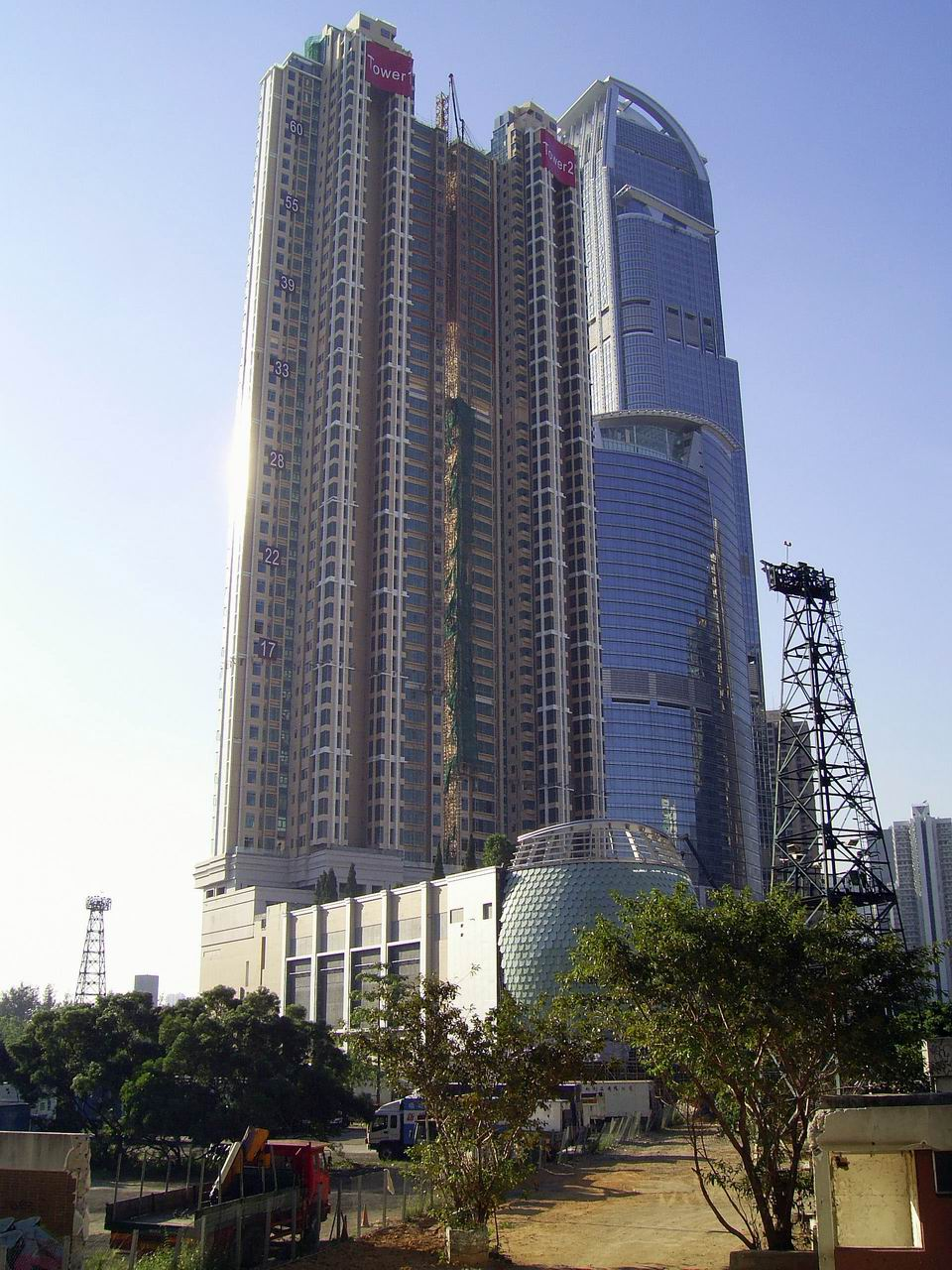
興建中的御凱（2008年12月）
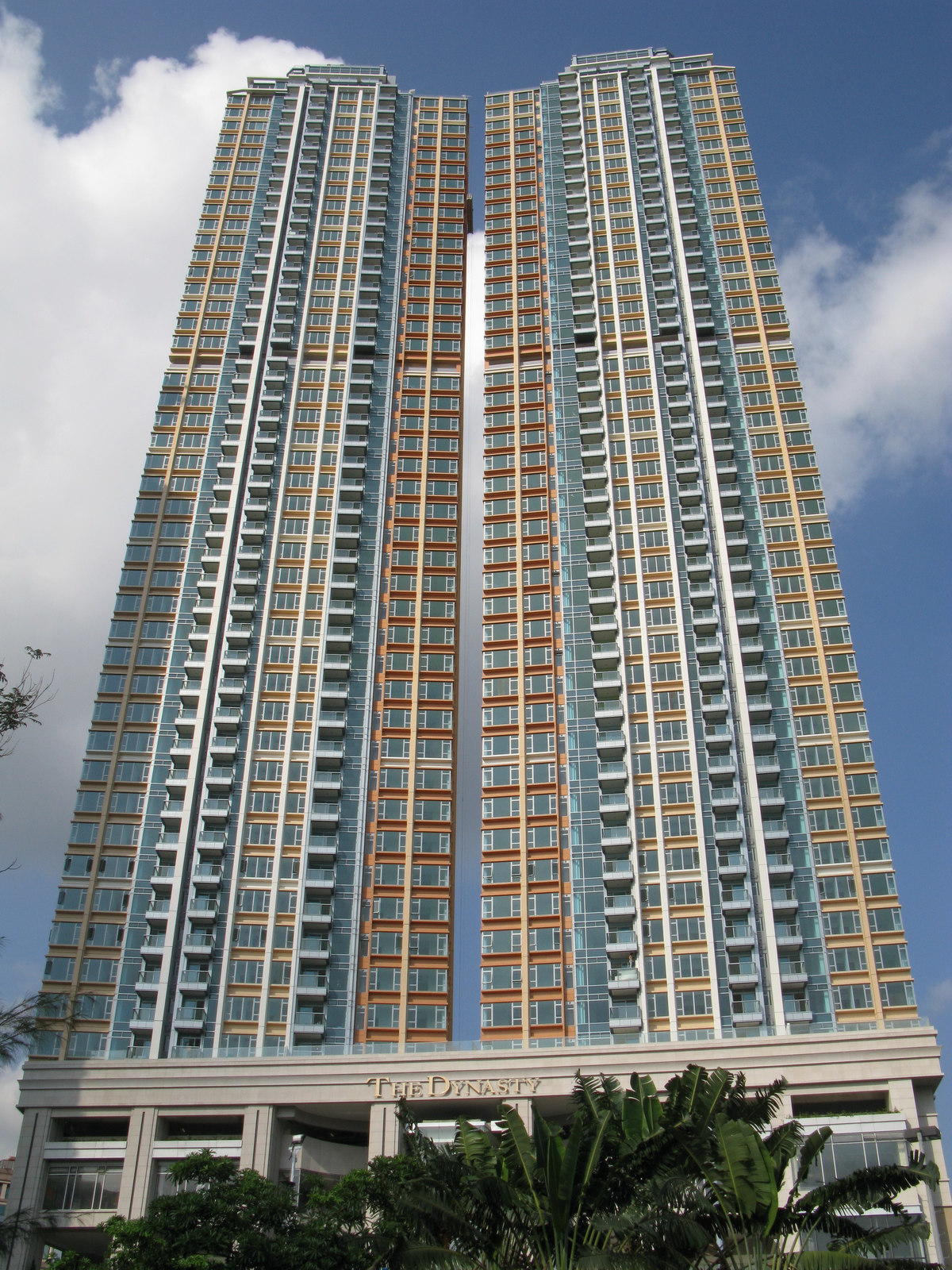
近攝御凱（2009年5月）
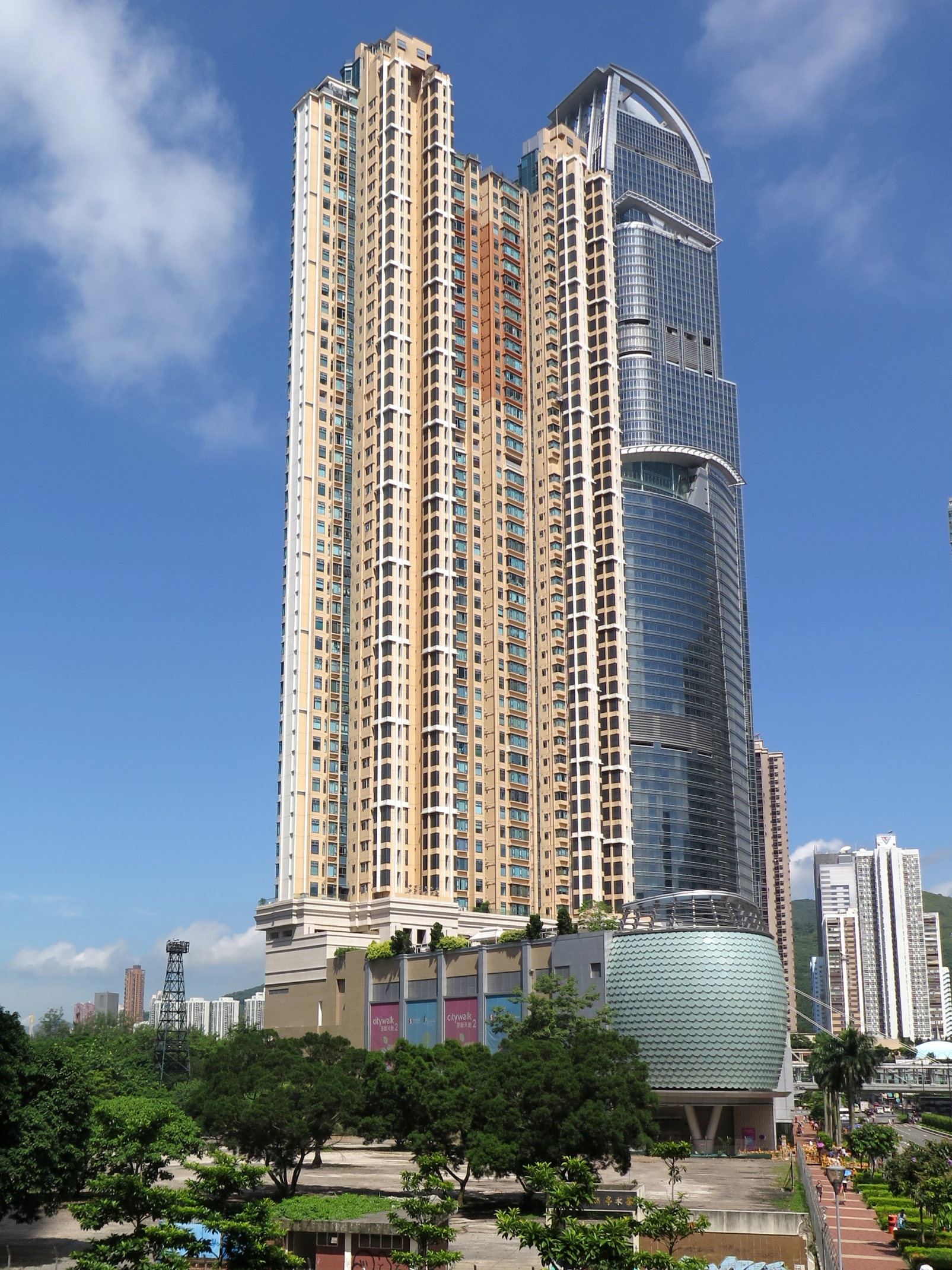
御凱東面

## 外部連結
- 御凱官方網站

22°22′04″N 114°06′51″E / 22.367842°N 114.114222°E